# Line (låt)
Line är en låt framförd av musikgruppen Triana Park. Låten är skriven och producerad av Kristians Rakovskis samt av bandmedlemmarna Agnese Rakovska och Kristaps Ērglis. Den kommer att representera Lettland i den första semifinalen av Eurovision Song Contest 2017, med startnummer 18.